# Пите-саамский язык

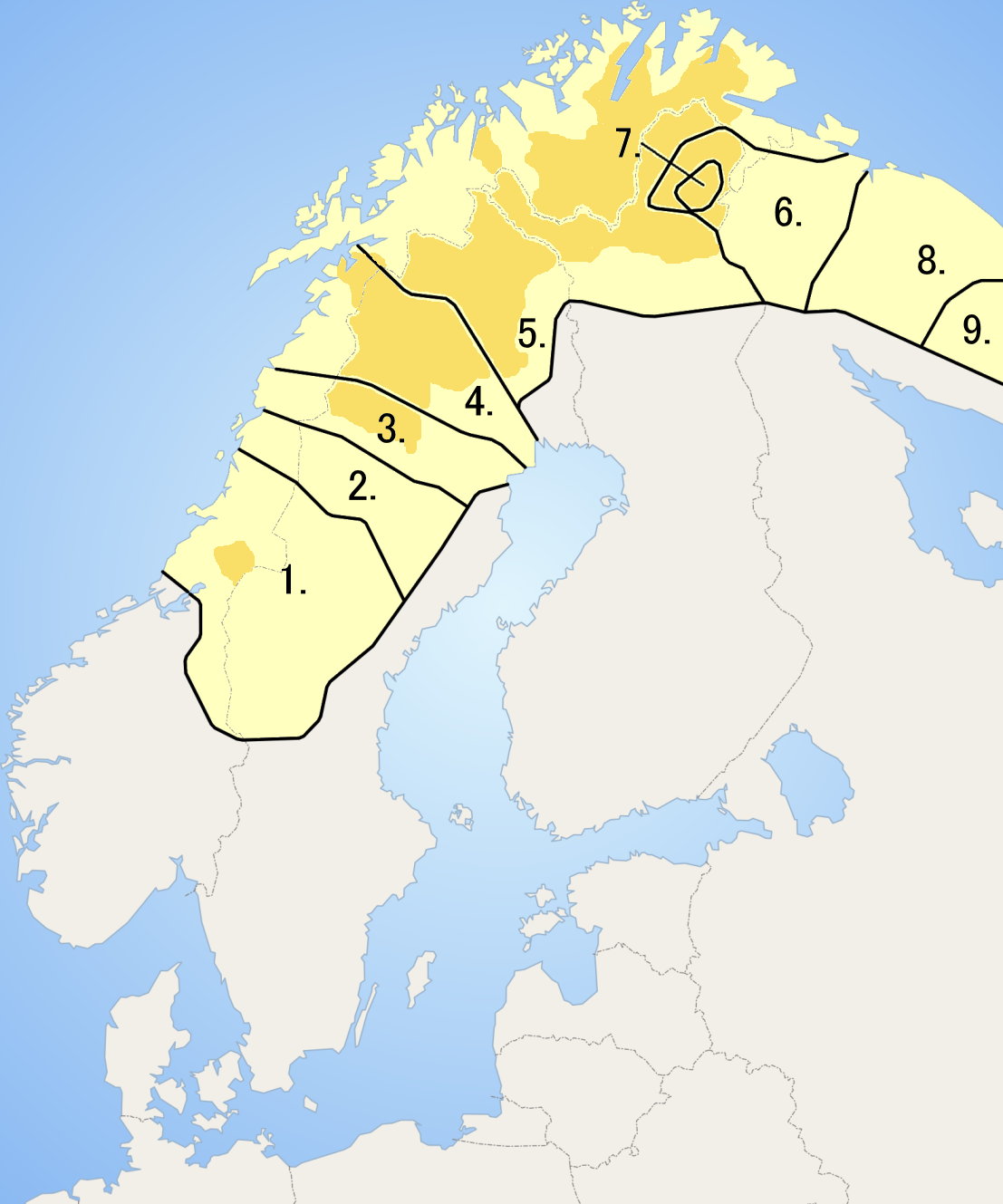
Исторически засвидетельствованные территории распространения саамских языков: южносаамский (1), уме-саамский (2), пите-саамский (3), луле-саамский (4), северносаамский (5), колтта-саамский (скольт) (6), инари-саамский (7), кильдинский саамский (кольско-саамский) (8), йоканьгско-саамский (терско-саамский) (9). Темным цветом обозначены муниципалитеты (коммуны, общины), в которых один или несколько саамских языков имеют официальный статус

Пите-саамский язык (англ. Pite Saami) — один из саамских языков уральской языковой семьи, традиционно распространённый в долине реки Питеэльвен, в коммунах Арьеплуг (Швеция), Бейарн и Салтдал (Норвегия).
По данным на 2000 год, оставалось всего около 20 носителей языка, все из которых проживали по шведскую сторону границы; согласно полевым данным Дж. Вильбура, из 2000 этнических пите-саамов лишь около 30 являются носителями пите-саамского языка.

## Социолингвистические сведения
Традиционно пите-саамы занимались оленеводством и вели полукочевой образ жизни, хотя значительная их часть жила оседло и занималась земледелием; между собой две эти группы контактировали мало. К XVIII в. пите-саамы были христианизованы, традиционный уклад их жизни постепенно разрушался. В середине XIX в. была распространённой практика забирать детей в специальные школы, где им было запрещено говорить по-саамски. В XX в. носители пите-саамского языка активно переселялись в крупные населённые пункты, тем самым отрываясь от традиционного рода занятий; сегодня все носители свободно говорят по-шведски. Из тридцати носителей пите-саамского языка все, за одним исключением, старше 50-ти лет, все свободно владеют шведским языком, хотя многие начали его учить только в школе. Лишь пара семей пользуется пите-саамским на каждодневной основе, и эти семьи занимаются оленеводством. Язык редко употребляется в публичных контекстах.
В современной Швеции «саамский язык» признан одним из языков национальных меньшинств и может использоваться в государственных и муниципальных учреждениях, судах, детских садах и домах престарелых в некоторых частях лена Норрботтен, однако языковой акт 2010 года не проводит разницу между саамскими языками, поэтому пите-саамский находится под угрозой не только со стороны шведского, но и со стороны более крупных саамских языков. Этот эффект также усугубляется тем, что собственная письменность на протяжении долгого времени была разработана только для северосаамского языка, который поэтому и используется в официальных контекстах вместо других саамских языков.

## Письменность
В 2008 году саамское общество «Arjeplogs sameförening» получило грант на выполнение лексикографического проекта «Insamling av pitesamiska ord», одним из результатов чего стала рабочая версия пите-саамской орфографии. 20 августа 2019 года пите-саамский алфавит и орфография были официально утверждены. Алфавит имеет следующий вид: A a, Á á, B b, D d, Đ đ, E e, F f, G g, H h, I i, J j, K k, L l, M m, N n, Ŋ ŋ, O o, P p, R r, S s, T t, Ŧ ŧ, U u, V v, Å å, Ä ä.

## Типологически нетривиальные явления
Строй пите-саамского языка проявляет типологически нетривиальные свойства, особенно в области фонологии — пите-саамский относится к языкам с большим набором согласных фонем: их количество в пите-саамском языке варьирует от 43 до 45 в зависимости от диалекта. Типологически интересным представляется и характер оппозиций в системе согласных: противопоставлены краткие и долгие и не- и преаспирированные ряды согласных. Не менее уникальны для уральских языков явления пите-саамского языка в области морфонологии: градация согласных, умляут, гармония гласных (см. соответствующий раздел ниже).
К нетривиальным явлениям в пите-саамском можно также отнести способ выражения числа у существительных: используется не только суффиксальный способ образования множественного числа, но и нелинейные способы (чередование гласных и градация согласных в корне) или комбинация этих двух способов. Это же верно и для некоторых других грамматических категорий в других частях речи. Если говорить о числе, примечательно трёхчастное противопоставление в глаголе и некоторых местоимениях: единственное — двойственное — множественное число.
Пите-саамский язык принадлежит к числу языков с большой падежной системой, в нём выделяются: номинатив, генитив, аккузатив, инессив, иллатив, элатив, комитатив, эссив и абессив. Атрибутивные прилагательные в пите-саамском языке, модифицирующие существительное, не маркированы ни по каким грамматическим категориям, однако в отсутствие выраженной вершины принимают показатели лица и числа (примеры см. в соответствующем разделе).
Если говорить о глаголе, любопытным представляется наличие пробабилитива в системе наклонений (см. раздел о глаголе ниже).

## Лингвистическая характеристика

### Фонетика и фонология[7]
Большинство слов пите-саамского языка состоят из двух и более слогов (минимальная структура слова — VCV, где V — гласный, C — согласный и каждый гласный образует слог), однако, например, среди местоимений и союзов встречаются и односложные слова, их возможные слоговые структуры: VC, CV, CVC, CVCC, CVCCC.
Основное ударение всегда падает на первый слог, а все нечётные слоги, начиная с третьего, получают второстепенное ударение (конечный слог не несёт ударения); долготы гласных не влияют на постановку ударения. К примеру:
| (1) | a. | guole    | b. | bednaga      | c. | sálbmagirrje          |
|     |    | /'ko.le/ |    | /'bet.na.ka/ |    | /'sa: lp.ma.ˌkir:.je/ |
|     |    | рыбы     |    | собаки       |    | псалтырь              |

Типичную структуру слова, состоящего из одной стопы, в пите-саамском языке можно представить следующим образом (прописными буквами обозначены необходимые элементы, строчными — такие, которые могут отсутствовать): cccVccCVcccVccc. Для описания фонологии важно различать следующие составные части словоформы: стопа (первые два слога), начальный консонантный кластер, первый, второй и третий гласный слова, консонантный центр (согласные между первым и вторым гласным), согласные между вторым и третьим гласным и финальный консонантный кластер.

#### Консонантизм
В пите-саамском языке выделяется 43 согласные фонемы (45, если считать звонкие зубные фрикативные), которые представлены в таблице ниже (в символах МФА):
|               | Билабиальные | Лабиодентальные | Дентальные | Альвеолярные | Постальвеолярные | Палатальные | Велярные    | Глоттальные |
| Взрывные      | p ʰp pː ʰpː  |                 |            | t ʰt tː ʰtː  |                  |             | k ʰk kː ʰkː |             |
| Аффрикаты     |              |                 |            | ʦ ʰʦ ʦː ʰʦː  | ʧ ʰʧ ʧː ʰʧː      |             |             |             |
| Фрикативные   |              | f fː v vː       | (ð) (ðː)   | s sː         | ʃ ʃː             |             |             | h           |
| Носовые       | m mː         |                 |            | n nː         |                  | ɲ ɲː        | ŋ ŋː        |             |
| Аппроксиманты |              |                 |            |              |                  | j jː        |             |             |
| Боковые       |              |                 |            | l lː         |                  |             |             |             |
| Дрожащие      |              |                 |            | r rː         |                  |             |             |             |

Характерными чертами саамской консонантной системы являются отсутствие противопоставления взрывных согласных по звонкости—глухости и, напротив, фонологические ряды преаспирированных и долгих согласных (геминат). Преаспирированные согласные, равно как и геминаты, встречаются только в консонантном центре словоформы. После гласного /i/ преаспирация реализуется как [ç], если перед преаспирированным согласным встречается звонкий, происходит регрессивное оглушение. Геминаты отличаются от обычных согласных увеличенной длительностью смычки в случае взрывных согласных и аффрикат и увеличенной длительностью общего звучания в других случаях. У преаспирированных долгих согласных также увеличено время придыхания. В протосаамском языке реконструируются фонемы /ð, ðː/, рефлексы которых сохраняются у некоторых носителей пите-саамского языка в небольшом наборе лексем, в то время как у других заменяются на /t, tː/ или /r, rː/.

#### Вокализм
В пите-саамском языке выделяют девять гласных фонем, которые представлены в нижеследующей таблице (в символах МФА):
|                                | Передний ряд | Передне-средний ряд | Задне-средний ряд | Задний ряд |
| Верхний подъём (ненапряженные) |              | ɪ                   | ʊ                 |            |
| Средне-верхний подъём          | e            |                     |                   | o          |
| Средне-нижний подъём           | ɛ            |                     |                   | ɔ          |
| Нижний подъём                  | a aː         |                     |                   |            |

| ʊa |

Фонемы /e/ и /o/ реализуются как дифтонги [i͡e] и [u͡o], если находятся в позиции первого гласного в стопе. Фонема /ʊa/ встречается исключительно в первом слоге стопы. Фонема /ɛ/ обычно не встречается во втором слоге стопы, а в этих редких случаях не может предшествовать согласному. В третьем слоге стопы допускаются только фонемы /ɪ, ɛ, a, ʊ/. Кроме того, в ограниченном наборе слов пите-саамского языка в консонантном центре между двумя негоморганными согласными встречается эпентетический гласный [ᵊ], однако этот гласный присутствует в речи не всех носителей и никогда не способствует смыслоразличению и не включается в систему фонем пите-саамского языка.

#### Морфонология
Чередование ступеней — регулярные морфологические чередования согласных фонем в консонантном центре последней стопы слова. Чередоваться могут преаспирированный и соответствующий непреаспирированный согласный, гемината и соответствующий краткий согласный, сочетание геминаты с кратким согласным и сочетание соответствующего геминате краткого согласного с другим кратким, два кратких и последний краткий согласный, а также три кратких согласных и сочетание из первого и последнего из них. Первая ступень в паре называется сильной, вторая—слабой. Наиболее регулярные чередования ступеней встречаются в системе числа существительных и в спряжении глаголов в настоящем времени. Ниже приведены примеры паттернов альтернации ʰx‑x, xː‑x, xːy‑xy, xy‑y и xyz‑xz, соответственно:
| (2) | a. | dåhpe       | dåbe    | b. | sávva          | sáva     | c. | bärrgo       | biergo  | d. | adna          | ana      | e. | vájbmo         | vájmo    |
|     |    | /dɔʰpe/     | /dɔpe/  |    | /saːvːa/       | /saːva/  |    | /pɛrːko/     | /perko/ |    | /atna/        | /ana/    |    | /vaːjpmo/      | /vaːjmo/ |
|     |    | дом. NOM.SG | .GEN.SG |    | желать.3SG.PRS | .2SG.PRS |    | мясо. NOM.SG | .NOM.PL |    | иметь.3SG.PRS | .2SG.PRS |    | сердце. NOM.SG | .NOM.PL  |

Умлаутом называют регулярные морфологические, не вызываемые фонологическим контекстом, чередования гласных в первом гласном основы. В пите-саамском есть две модели такого чередования: /ɛ/↔/e/ и /ʊa/↔/o/. В парадигме разных лексем фонемы /ɛ/ и /ʊa/, и /e/ и /o/ распределены одинаковым образом. В лексемах, которые участвуют в чередованиях ступеней согласных, /ɛ/ и /ʊa/ обычно совмещаются с сильной ступенью, /e/ or /o/ — со слабой. Эти чередования также ярче всего проявляются в именных парадигмах в формах разного числа, а также в спряжении глаголов в настоящем времени, ниже приведены два примера:
| (3) | a. | bägga         | biegga        | b. | buallda            | buolda             |
|     |    | /bɛgːa/       | /begːa/       |    | /pʊalːta/          | /polta/            |
|     |    | ветер. NOM.SG | ветер. NOM.PL |    | загораться.3SG.PRS | загораться.2SG.PRS |

Гармонией гласных называется чередование гласных первого слога основы по месту образования в зависимости от качества гласного второго слога, а именно, гласные средне-верхнего или верхнего подъёма во втором слоге вызывают повышение подъёма гласного в первом. Этот процесс относится к классу морфонологических, а не фонологических, поскольку его появление также зависит от конкретной словоизменительной парадигмы и от части речи. Кроме того, применение правила гармонии к одному и тому же гласному корня не всегда даёт одинаковый эффект, а зависит от принадлежности слова к тому или иному морфологическому классу. Гармония гласных действует в глаголах и существительных, и конкретные модели гармонии различаются как между этими частями речи, так и внутри них; различаются также и морфологические триггеры гармонии гласных. Некоторые примеры приведены ниже:
| (4) | a. | guole        | guli-j'     | b. | basa         | bisse        | c. | buolda             | bullde             |
|     |    | /kole/       | /kulij/     |    | /pasa/       | /bisːe/      |    | /polta/            | /pulːte/           |
|     |    | рыба. NOM.PL | рыба-GEN.PL |    | мыть.2SG.PRS | мыть.2SG.PST |    | загораться.2SG.PRS | загораться.2SG.PST |

В таблице ниже представлены модели повышения чередований гласных в первом слоге в глаголах и существительных:
|                 | ɛ/e → i | ʊa/o → u | aː → ɛ | ɔ → u | a → ɛ | a → i | aː → i | a → e |
| Существительные | ✓       | ✓        | ✓      | ✓     | ✓     |       |        |       |
| Глаголы         | ✓       | ✓        | ✓      | ✓     |       | ✓     | ✓      | ✓     |

### Морфология
Преобладающий тип выражения грамматических значений в пите-саамском языке — синтетический, хотя в парадигме глагола присутствуют аналитические формы будущего времени, перфекта и дуратива, образующиеся при помощи вспомогательного глагола и нефинитных форм лексических глаголов. Выделяются 8 частей речи: существительное, местоимение, прилагательное, глагол, наречие, адлоги, союзы и междометия. Деривационные морфемы регулярно используются для образования существительных и глаголов, в меньшей степени—прилагательных и наречий; располагаются словообразовательные морфемы в словоформе левее, чем словоизменительные. В целом, в пите-саамском языке представлена богатая и разветвлённая система деривационной морфологии (к примеру, продуктивна модель образования отглагольных номинализаций, у глаголов—инхоатива с суффиксом -st и др.).
Если говорить о характере границ между морфемами, то, в целом, можно отметить преобладание фузии. Как словообразование, так и словоизменение используют линейные (доступна исключительно суффиксация) и нелинейные механизмы (чередование ступеней, умлаут и гармонию гласных). Морфемам пите-саамского языка свойственна высокая степень кумулятивности в парадигме как именного, так и глагольного словоизменения; нередки случаи контекстной вариативности морфем, особенно корневых, в силу морфонологических процессов, описывающихся ниже, но также и суффиксальных — в зависимости от словоизменительного класса имени или глагола. Кроме того, во многих случаях невозможно провести границу между падежно-числовыми показателями имени или глагольными суффиксами и корнем.

#### Существительное
В парадигме именного словоизменения в пите-саамском выделяются три класса, в которых разным образом, кумулятивно или при помощи суффиксов, выражаются категории падежа и числа. Словоформа строится из лексического корня, показателя согласовательного класса и падежно-числового суффикса (Σ + class-marker + case/number); основа имеет до трёх алломорфов в парадигме. Посессивные суффиксы в современном пите-саамском языке практически не используются. Число — в существительных противопоставлены единственное и множественное — выражается во всех падежах, кроме эссива. Единственное число имеет как генерическую, так и конкретно-референтную интерпретацию. Как уже было сказано, имеется 9 падежей: номинатив, генитив, аккузатив, инессив, иллатив, элатив, комитатив, эссив и абессив.
Номинатив маркирует субъект при непереходном предикате и наиболее агентивного участника при переходном, например:
| (5) | dä                           | stuor   | sarves       | båhta             |
|     | тогда                        | большой | лось. NOM.SG | приходить.3SG.PRS |
|     | Тогда приходит большой лось. |         |              |                   |

| (6) | ja                                | dä    | dáhka          | almatj          | dålå-v        |
|     | и                                 | тогда | делать.3SG.PRS | человек. NOM.SG | костёр-ACC.SG |
|     | И тогда человек разжигает костёр. |       |                |                 |               |

Генитив маркирует, во-первых, поссессора в именной группе, например:
| (7) | almatj-a       | namma       |
|     | человек-GEN.SG | имя. NOM.SG |
|     | имя человека   |             |

Кроме того, послелоги также управляют родительным падежом, к примеру:
| (8) | gåde            | sinne | suovasti-t |
|     | хибара. GEN.SG  | в     | курить-INF |
|     | курить в хибаре |       |            |

Аккузативом маркируется прямой объект переходного глагола, как показано в примере (6). В дитранзитивных клаузах аккузатив маркирует тему, а реципиент обозначается иллативом, например:
| (9) | mån                    | vadda-v        | gajka     | buhtsu-jda   | biebmo-v   |
|     | 1SG.NOM                | давать-1SG.PRS | весь. ILL | олень-ILL.PL | еда-ACC.SG |
|     | Я даю еду всем оленям. |                |           |              |            |

Помимо того, аккузатив может маркировать существительное, выступающее в роли адъюнкта, обозначающего период времени:
| (9) | d-a-n                   | vuolen | ude-mä        | ija-v       |
|     | DEM-DIST-GEN.SG         | под    | спать-1PL.PST | ночь-ACC.SG |
|     | Мы спали под тем ночью. |        |               |             |

Иллатив маркирует конечную точку глаголов движения, реципиентов, адресатов глаголов речи, а также точку отсчёта в определении отношений родства. Инессивом маркируются существительные, выступающие в роли комплементов копулы или адъюнктов со значением местоположения. Поссессор в посессивной клаузе с копулой также используется в инессиве, например:
| (10) | sáme-n               | lä           | bena           |
|      | саам-INESS.SG        | быть.3SG.PRS | собака. NOM.SG |
|      | У саама есть собака. |              |                |

Элативом маркируется источник, исходная точка действия, адресат вопроса, источник боли в копульной клаузе, материал (из которого сделан тот или иной объект), стандарт сравнения, а также агентивный участник при пассивизированном предикате, как в (11):
| (11) | gåhte                    | lä           | tsiggij-duvvu-m  | máná-jst        |
|      | хибара. NOM.SG           | быть.3SG.PRS | строить-PASS-PRF | ребёнок-ELAT.PL |
|      | Хибара построена детьми. |              |                  |                 |

Комитатив обозначает действующее лицо ситуации, принимающее в ней участие наряду с субъектом, или любого подобного участника, инструмент, стандарт сравнения в том случае, если сравниваемые объекты приравниваются по тому или иному признаку. Референт существительного, маркированного абессивом, не принимает участия в ситуации. Эссивом обычно обозначаются комплементы таких глаголов как ‘становиться’, ‘называться’ и пр. Как отмечалось ранее, маркированные эссивом имена не выражают числа.

#### Местоимение
Класс местоимений определяется способностью выступать синтаксически в качестве проформы полной именной группы. В пите-саамском языке различаются личные, указательные, рефлексивные, вопросительные и относительные местоимения. Во всех местоимениях выражается падеж, никогда не встречаются абессив и эссив; в личных и рефлексивных местоимениях выражаются единственное, двойственное и тройственное число, в то время как во всех остальных классах местоимений граммем числа только две, как и в именах существительных.
Личные местоимения используются только по отношению к одушевлённым референтам (проще говоря, людям) и не различаются в зависимости от биологического пола референта. У форм именительного падежа есть две формы, к примеру, mån∼månnå «я», из которых односложная является дефолтной, а двухсложная употребляется под фокусом. Показатели, собственно, лица выглядят следующим: m- в 1-м, d- во 2-м и s- в 3-м лице. Основа d- также образует указательные местоимения. Кроме падежа и числа демонстративные местоимения выражают также и отдалённость референта (пространственный дейксис); эта категория включает три граммемы: «близко к говорящему» с суффиксом -á-, «далеко от говорящего» с суффиксом -a- и «очень далеко от говорящего и адресата» с суффиксом -u-. Дистальные указательные местоимения выступают как наименее маркированные с точки зрения удалённости от говорящего и чаще всего встречаются в корпусе; в частности, они преимущественно используются с неодушевлёнными референтами, с которыми невозможно употребление личных местоимений. Также дистальные указательные местоимения используются как анафорические.
Возвратные местоимения строятся с корнем etj- (англ. -self) и согласуются по числу (по всем трём) и лицу с тем местоимением или существительным, с которым они кореферентны. Также изменяются по падежу. Часто используются в эмфатических контекстах:
| (12) | mån         | le-v         | etj          | sábme        |
|      | 1SG.NOM     | быть-1SG.PRS | REFL.1SG.NOM | саам. NOM.SG |
|      | Я сам саам. |              |              |              |

Вопросительные местоимения подразделяются, во-первых, на имеющие своим референтом человека, образующиеся от основы ge-, и неодушевлённые объекты, образующиеся от основы m-. Также выделяются две группы вопросительных местоимений, относящихся к выбору предмета из множества: первая используется в общем случае и образуется от основы mikkir-, вторая — в случае выбора одного из двух или двух из трёх и более объектов, образуется от основы gåb-. Все прочие вопросительные местоимения образуются от основы g-. Формы относительных местоимений совпадают с формами вопросительных местоимений, относящихся к неодушевленным референтам, однако используются по отношению к референтам любой степени одушевлённости. Они согласуются с референтом по числу, а также изменяются по падежу в зависимости от их функции в релативной клаузе.

#### Прилагательное
Прилагательные в пите-саамском языке можно разделить на четыре класса в зависимости от их синтаксического и морфологического поведения: неизменяемые (если только вершина группы не опущена, иначе изменяются по лицу и падежу) прилагательные, занимающие атрибутивную позицию в именной группе; прилагательные в предикативной функции, изменяющиеся по числу; демонстративы, занимающие начальную атрибутивную позицию в именной группе; согласующиеся по числу и падежу и неизменяемые числительные. Атрибутивные прилагательные всегда располагаются в препозиции по отношению к модифицируемой вершине, однако следуют за демонстративом, если таковой присутствует, например:
| (13) | d-a-t           | villges | båtsoj        |
|      | DEM-DIST-NOM.SG | белый   | олень. NOM.SG |
|      | тот белый олень |         |               |

Как сказано выше, в отсутствие выраженной вершины атрибутивные прилагательные принимают показатели лица и числа, однако всё равно могут модифицироваться наречиями и имеют референтом объект, который несёт описываемое ими свойство:
| (14) | tjähppis-a     | lä           | njallge         |
|      | чёрный-NOM.PL  | быть.3SG.PRS | вкусный. NOM.SG |
|      | Черные вкусны. |              |                 |

Предикативные прилагательные формируют группу, которая является комплементом копулы årrot ‘быть’ и изменяются по числу:
| (15) | fáhtsa           | lä           | tjáhpad-a |
|      | миттенка. NOM.PL | быть.3PL.PRS | чёрный-PL |
|      | Миттенки черные. |              |           |

Интересно, что парадигма изменения предикативных прилагательных по числу совпадает с формами единственного и множественного числа именительного падежа некоторых именных словоизменительных классов. Эти прилагательные, однако же, могут модифицироваться наречиями степени, например nav ‘так, очень’. Основы таких прилагательных не совпадают с основами атрибутивных прилагательных соответствующей семантики, см. примеры (14) и (15), между основами нет прозрачных деривационных отношений. Есть также и примеры супплетивизма внутри предикативных прилагательных, например, unne~smáve ‘маленький’.
Сравнительная и превосходная степени сравнения образуются в равной степени от атрибутивных и предикативных прилагательных при помощи специальных суффиксов; единственное число сравнительной и превосходной степеней предикативных прилагательных совпадает с соответствующей степенью атрибутивного прилагательного. Сравнительная степень образуется преимущественно при помощи суффикса -p, у суффикса превосходной степени есть четыре алломорфа — -mos/-mus/-jmus/-bmus-, выбирающиеся в зависимости от фонологического контекста. Как и прилагательные в положительной степени, могут встречаться в эллиптических контекстах, где принимают показатели числа и падежа:
| (16) | buhtsu                                    | li-n         | mälgadu-bmus-in        |
|      | олень. NOM.PL                             | быть.3PL.PST | далекий-SUPER-INESS.SG |
|      | Олени были дальше всего (=самые далекие). |              |                        |

Указательные местоимения помечают удалённость референта модифицируемой именной группы от говорящего; в них так же наблюдается трёхчастное разделение, как и в указательных местоимениях. Их формы идентичны формам соответствующих указательных местоимений; они согласуются в числе (единственном и множественном) и падеже с модифицируемым именем.
Синтаксическое поведение числительных аналогично поведению прилагательных (атрибутивных или предикативных), однако числительные никогда не изменяются по числу и падежу даже в эллиптических для модифицируемой вершины контекстах. Числительные всегда представлены в одной форме, вне зависимости от синтаксической функции — предикативной или атрибутивной. Числительные образуют десятичную систему с непроизводными основами для 0, 1-10, 100 и 1000. Составные числительные образуются по формуле Х-låk-X; числительные больше сотни обычно заимствуются из шведского языка, по крайней мере, в имеющемся корпусе пите-саамских устных текстов. Различаются порядковые и количественные числительные, формы приводятся в таблице ниже (vuostas и aktát используются только самостоятельно, производные числительные образуются от форм aktát и guoktát):
|                | 0     | 1              | 2              | 3      | 4       | 5     | 6     | 7        | 8       | 9      | 10    | 100     | 1000   |
| Количественные | nolla | akkta          | guäkte         | gålbmå | nällje  | vihta | guhta | gietjav  | gakktse | åktse  | lågev | tjuohte | tuvsan |
| Порядковые     | n/a   | vuostas, aktát | mubbe, guoktát | gålmát | nielját | vidát | gudát | giehtjet | gáktsát | åktsát | lågát | n/a     | n/a    |

#### Глагол
В пите-саамском языке глаголы морфологически выражают категории лица (1-е, 2-е и 3-е), числа (единственное, двойственное и множественное), времени (настоящее и прошедшее) и наклонения (индикатив, императив и пробабилитив). Форма глагола состоит из корня, показателя словоизменительного класса и флексии (Σ + class-marker + mood/tense/person/number); одна глагольная лексема может иметь до пяти алломорфов корня; все глаголы подразделяются, опять же, на пять спряжений по «тематическому гласному», количеству слогов в основе, набору флективных показателей, типам умлаута и градации ступеней и гармонии гласных в основе. Все финитные глаголы согласуются с субъектом по числу, глаголы в индикативе и пробабилитиве также согласуются с субъектом по лицу, даже если субъект не выражен субстанционально. В индикативе представлены обе граммемы времени: настоящее и прошедшее.
Предикации с глаголами в формах настоящего времени могут иметь различные интерпретации: во-первых, они могут обозначать ситуацию, имеющую место в момент речи, как в (17), во-вторых, общефактические сведения, в-третьих, историческое настоящее, в-четвёртых, запланированные ситуации в будущем, как в (18):
| (17) | dale                                    | lä           | bar    | bievadak       | mij             | sudda                | muahtaga-v  |
|      | сейчас                                  | быть.3SG.PRS | только | солнце. NOM.SG | который. NOM.SG | растапливать.3SG.PRS | снег-ACC.SG |
|      | Сейчас только солнце растапливает снег. |              |        |                |                 |                      |             |

| (18) | ja                                           | dä    | maŋŋel      | dä    | vuolga        | Västeråsa-j     |
|      | и                                            | тогда | после.этого | тогда | ехать.2SG.PRS | Вестерос-ILL.SG |
|      | И потом, после этого, ты поедешь в Вестерос. |       |             |       |               |                 |

В повелительном наклонении глаголы не изменяются по лицу, но имеют три граммемы числа — единственное, двойственное и множественное. Пробабилитив (potential mood) употребляется в случае, когда вероятность наступления события, по мнению говорящего, достаточно высока; маркируется суффиксом -tj-, предшествующим показателям лица и числа, как в примере (19):
| (19) | nä,                                       | virti-tja-v          | nuolla-t      |
|      | нет                                       | быть.должным-POT-1SG | раздеться-INF |
|      | О нет, мне, наверное, придется раздеться. |                      |               |

Пробабилитив также может использоваться в контексте вежливой просьбы:
| (20) | vuosja-tj-a                       | káfa-v      |
|      | варить.кофе-POT-2SG               | кофе-ACC.SG |
|      | Возможно, ты мог бы сварить кофе. |             |

В пите-саамской системе глагола представлены четыре нефинитные формы глагола — инфинитив, коннегатив, перфективное и имперфективное глагольные имена, — которые могут сочетаться со вспомогательным глаголом, чтобы перифрастически выражать будущее время, перфект, дуратив и отрицание. Инфинитив имеет суффикс -t и сочетается с глаголом galgat для образования форм будущего времени, к примеру:
| (21) | dä                          | galga-v     | mån     | gähtto-t       |
|      | тогда                       | AUX-1SG.PRS | 1SG.NOM | рассказать-INF |
|      | Тогда я расскажу (историю). |             |         |                |

Коннегатив не имеет суффикса и характеризуется слабой ступенью градации, используется с отрицательным глаголом для образования отрицания. Отрицательные глаголы — которые существуют также в финском, других саамских языках и эстонском — спрягаются по наклонениям, лицам, числам (единственное, двойственное и множественное) и временам. Это отличает пите-саамский от некоторых других саамских языков (например, северносаамского), в которых склонение по временам может отсутствовать.
| (22) | ele        | tsábme       |
|      | NEG.SG.IMP | бить. CONNEG |
|      | Не бей!    |              |

Перфективное и имперфективное глагольные имена имеют суффиксы -m и -min соответственно и сочетаются со вспомогательным глаголом årrot ‘быть’ для образования перфекта и дуратива. Имперфективные формы могут использоваться адвербиально, например:
| (23) | tjájbma-min      | vádtsa       |
|      | смеяться-PROG    | идти.3SG.PRS |
|      | Она идет смеясь. |              |

Также в пите-саамском возможно образование пассива, который на морфологическом уровне выражается суффиксом -duvv:
| (24) | d-a-t                         | huvvsa      | bidtji-duvvu-j       | Nise-st        |
|      | DEM-DIST-NOM.SG               | дом. NOM.SG | строить-PASS-3SG.PST | Нильс. ELAT.SG |
|      | Тот дом был построен Нильсом. |             |                      |                |

Выделяется класс модальных глаголов, куда входят такие глаголы как máhttat ‘мочь’, ådtjot ‘досл. получать’, virrtit ‘быть должным’, hähttut ‘быть должным’ и sihtat ‘хотеть’.
| (25) | mån                             | sida-v         | guli-jd     | adne-t    |
|      | 1SG.NOM                         | хотеть-1SG.PRS | рыба-ACC.PL | иметь-INF |
|      | Я хочу, чтобы у меня была рыба. |                |             |           |

#### Наречие
Наречия в пите-саамском языке подразделяются на два класса: производные и непроизводные. Первые регулярно образуются от прилагательных при помощи суффикса -t и слабой ступени градации согласных, например:
| (26) | dån                              | virte                | várogi-t        | vállde-t  |
|      | 2SG.NOM                          | быть.должным.2SG.PRS | осторожный-ADVZ | брать-INF |
|      | Ты должен брать (это) осторожно. |                      |                 |           |

Группа лексем используется в пите-саамском языке исключительно в качестве наречий: aj ‘тоже’, ber ‘только’, del ‘очевидно’, dä ‘тогда’, gal ‘на самом деле’, ihkep ‘может быть’, ilá ‘слишком’, kan ‘возможно’, mudiŋ ‘иногда’, så ‘так’, vanj ‘точно’, åbbå ‘веьма’.

#### Послелог
За исключением предлога dugu ‘как’, управляющего эссивом, предпочтение отдаётся послелогам, которые управляют именной группой в генитиве, см. (27). В корпусе встречаются примеры, когда послелоги стоят в препозиции и также управляют генитивом, однако такие примеры чрезвычайно редки.
| (27) | ja                     | tsáhpa-t   | biergo-v    | káfa         | sis |
|      | и                      | резать-INF | мясо-ACC.SG | кофе. GEN.SG | в   |
|      | и порезать в кофе мясо |            |             |              |     |

### Морфосинтаксис

#### Маркирование синтаксической связи
Как было продемонстрировано выше, в именной группе наблюдается зависимостное маркирование; поссессор маркируется генитивом, см. (7):
| (7) | almatj-a       | namma       |
|     | человек-GEN.SG | имя. NOM.SG |
|     | имя человека   |             |

В предикации представлено зависимостное маркирование с элементом вершинного: на глаголе маркируются число и лицо субъекта, а глагол, в свою очередь, приписывает ядерным актантам те или иные падежи, см. примеры выше, например (9) или (15):
| (9) | mån                    | vadda-v        | gajka     | buhtsu-jda   | biebmo-v   |
|     | 1SG.NOM                | давать-1SG.PRS | весь. ILL | олень-ILL.PL | еда-ACC.SG |
|     | Я даю еду всем оленям. |                |           |              |            |

| (15) | fáhtsa           | lä           | tjáhpad-a |
|      | миттенка. NOM.PL | быть.3PL.PRS | чёрный-PL |
|      | Миттенки черные. |              |           |

#### Кодировка ядерных актантов
В пите-саамском языке наблюдается типичная для уральских языков аккузативная ролевая кодировка. Единственный аргумент непереходного глагола (как агентивный, так и пациентивный) маркируется так же, как агентивный аргумент переходного глагола (28-29), а пациентивный аргумент переходного глагола маркируется аккузативом (30). В дитранзитивной клаузе тема также кодируется аккузитивом, а реципиент—иллативом, см. (9) выше.
| (28) | mån                                    | tjuotju-v      | Stuor-njárga        | nanne | Álesgiehtje-n        |
|      | 1SG.NOM                                | стоять-1SG.PRS | большой-мыс. GEN.SG | на    | Вестерфьялл-INESS.SG |
|      | Я стою на Большом мысе в Вестерфьялле. |                |                     |       |                      |

| (29) | så                   | mån     | tjielka       | sinne | vällahi-v      |
|      | так                  | 1SG.NOM | нарта. GEN.SG | в     | лежать-1SG.PST |
|      | Так я лежал в нарте. |         |               |       |                |

| (30) | dä                                        | almatj          | bieja-j        | rise-v       | dále   | nåvte |
|      | тогда                                     | человек. NOM.SG | класть-3SG.PRS | палка-ACC.SG | сейчас | так   |
|      | Тогда человек кладет палку таким образом. |                 |                |              |        |       |

#### Базовый порядок слов
О порядке элементов в разного типа группах сказано в предыдущих разделах; предпочитаемый порядок расположения элементов в клаузе—SVO:
| (31) | sån        | usjuda         |
|      | 3SG.NOM    | думать.3SG.PRS |
|      | Он думает. |                |

| (32) | mån             | vuojna-v       | bierdna-v      |
|      | 1SG.NOM         | видеть-1SG.PRS | медведь-ACC.SG |
|      | Я вижу медведя. |                |                |

| (33) | ålmaj                        | vaddá          | blåmå-v       | kuijdna-j      |
|      | человек. NOM.SG              | давать-3SG.PRS | цветок-ACC.SG | женщина-ILL.SG |
|      | Мужчина дает женщине цветок. |                |               |                |

Однако необходимо заметить, что, во-первых, SVO — базовый порядок составляющих в шведском языке, сильное влияние которого испытывает пите-саамский. Во-вторых, в корпусе встречаются вполне прагматически нейтральные примеры с другим порядком, см. (34), а также (6) и (10) выше. Кроме того, иногда допускается опущение субъекта, особенно выраженного местоимением, как в примере (18) или (20), что также затрудняет определение базового порядка составляющих.
| (34) | sågi-jd             | mån     | ana-v                |
|      | береза-ACC.PL       | 1SG.NOM | использовать-1SG.PRS |
|      | Я использую березу. |         |                      |

#### Прочие замечания
Кроме сказанного выше необходимо сделать ещё несколько замечаний, касающихся строения предложения в пите-саамском языке. Так, в идентифицирующих копульных клаузах оба аргумента маркируются номинативом, возможны также клаузы, где комплементом копулы является именная группа в инессиве (если описывает местоположение референта) или элативе (о материале, из которого сделан референт). Копульная клауза также может выступать в качестве экзистенциальной с темпоральными адъюнктами:
| (35) | ja                       | dále=l              | káffa        |
|      | и                        | сейчас=быть.3SG.PRS | кофе. NOM.SG |
|      | А сейчас время для кофе! |                     |              |

Копульные клаузы также могут выражать посессивные отношения:
| (36) | muvne                | lä           | akta | mánná           |
|      | 1SG.INESS            | быть.3SG.PRS | один | ребёнок. NOM.SG |
|      | У меня один ребёнок. |              |      |                 |

Частные вопросительные предложения в пите-саамском языке строятся при помощи вопросительного местоимения или другого вопросительного слова или группы, занимающего начальную позицию в предложении:
| (37) | ma-v             | dån     | hålå?            |
|      | что-ACC.SG       | 2SG.NOM | говорить.2SG.PRS |
|      | Что ты говоришь? |         |                  |

Для общих вопросительных предложений характерно, однако отнюдь не обязательно, предшествование матричного предиката субъекту, а также вынесение матричного предиката в начало предложения, см. (38); интонационный контур отличается от контура декларативных высказываний незначительно.
| (38) | suovade          | dån?    |
|      | курить.2SG.PRS   | 2SG.NOM |
|      | Что ты говоришь? |         |

Релативные клаузы характеризуются присутствием начального релативного местоимения, которое принимает падеж в зависимости от функции, которую оно имеет в самой релативной клаузе (ограничений на функции не обнаружено), и согласуется по числу с модифицируемой им именной группой. В таких клаузах используется обычная финитная форма глагола, на которую не накладываются никакие дополнительные ограничения.
| (39) | dä                                                   | lä           | ájge          | ma         | lä           | urru-m   |
|      | тогда                                                | быть.3PL.PRS | время. NOM.PL | REL.NOM.PL | быть.3PL.PRS | быть-PRF |
|      | Вот какие были времена! (=это времена, которые были) |              |               |            |              |          |

Между модифицируемой именной группой и релативной клаузой возможно появление послелога:
| (40) | d-a-t                  | li-j         | duv     | gugu | ma-sa      | båhte-n           |
|      | DEM-DIST-NOM.SG        | быть.3SG.PST | 2SG.GEN | к    | REL-ILL.SG | приходить-3PL.PST |
|      | Это к тебе они пришли! |              |         |      |            |                   |

### Список глосс
- 1, 2, 3 — лица;
- ACC — аккузатив,
- AUX — вспомогательный глагол,
- CONNEG — коннегатив,
- DEM — указательное местоимение,
- DIST — дистальнок, ELAT — элатив,
- GEN — генитив, ILL — иллатив,
- IMP — императив,
- INESS — инессив,
- INF — инфинитив,
- NEG — отрицательный глагол,
- NOM — номинатив,
- PASS — пассив,
- PL — множественное число,
- POT — пробабилитив,
- PROG — имперфектив,
- PRF — перфектив,
- PRS — настоящее время,
- PST — прошедшее время,
- REFL — рефлексивное местоимение,
- SG — единственное число,
- SUPER — превосходная степень.

## История изучения
Первые попытки изучения пите-саамского языка были предприняты венгерским учёным И. Халашем в конце девятнадцатого века. Изданное им в 1885 году Евангелие от Матфея на луле-саамском языке («Lule- és Pite-lappmarki nyelvmutatvéanyok és szótár») содержит луле- и пите-саамский словник с переводами на венгерский и немецкий. В 1893 году Халаш издал коллекцию небольших текстов на пите-саамском с переводами на венгерский язык («Népköltési gyüjtemény: a Pite Lappmark Arjepluogi egyházkerületéböl»); среди этих текстов, в основном, традиционные нарративы, однако также есть несколько песен и стихотворений. После него, на протяжении двадцатого века, транскрипции пите-саамских песен (vuole) встречаются в песенниках, часто с переводами на разные языки и музыкальной нотацией. В 1896 году Хараш выпустил сборник под названием «Pite lappmarki szótár és nyelvtan», где содержались морфологические парадигмы и словник с переводом на венгерский и немецкий языки.
В 1926 году немецкий лингвист Э. Лагеркранц выпустил грамматику пите-саамского языка «Sprachlehre des Westlappischen nach der Mundart von Arjeplog», материалы для которой были собраны ими во время трёхмесячной работы с носителями в Норвегии. В книге подробно рассматривается фонология пите-саамского языка, а также морфология и структура клауз. Пите-саамскому языку посвящена диссертация шведского учёного И. Руонга — пите-саамский был его родным языком — «Lappische Verbalableitung dargestellt auf Grundlage des Pitelappischen», где рассматривается глагольная деривация в пите-саамском. Работа финского учёного Ю. Лехтиранта под названием «Arjeploginsaamen äänne- ja taivutusopin pääpiirteet», написанная в 1993 году, рассматривает фонологию и морфонологию пите-саамского языка, также содержит некоторые парадигмы и транскрипции устных текстов, сопровождаемые финскими переводами.
В 2008 году в Гумбольдт-университете Берлина был начат проект по документации пите-саамского языка, основным участником которого был немецкий лингвист Джошуа Вильбур; проект продолжался до 2011 года, после чего был возобновлён в 2013 году во Фрайбургском университете. Данные записывались в течение 23 месяцев в коммуне Арьеплуг. 
В результате работы был собран 55-часовой корпус записей пите-саамского языка, доступный в настоящее время в языковом архиве в Институте психолингвистики общества Макса Планка. Тексты представлены в корпусе в виде аудиозаписей, сопровожденных транскрипциями, глоссами, переводами на английский и шведский и разнообразными заметками.